# UTC−7
UTC -7:00 é o fuso onde o horário local é contado a partir de menos sete horas em relação ao horário do Meridiano de Greenwich.
Longitude ao meio: 105º 00' 00" O

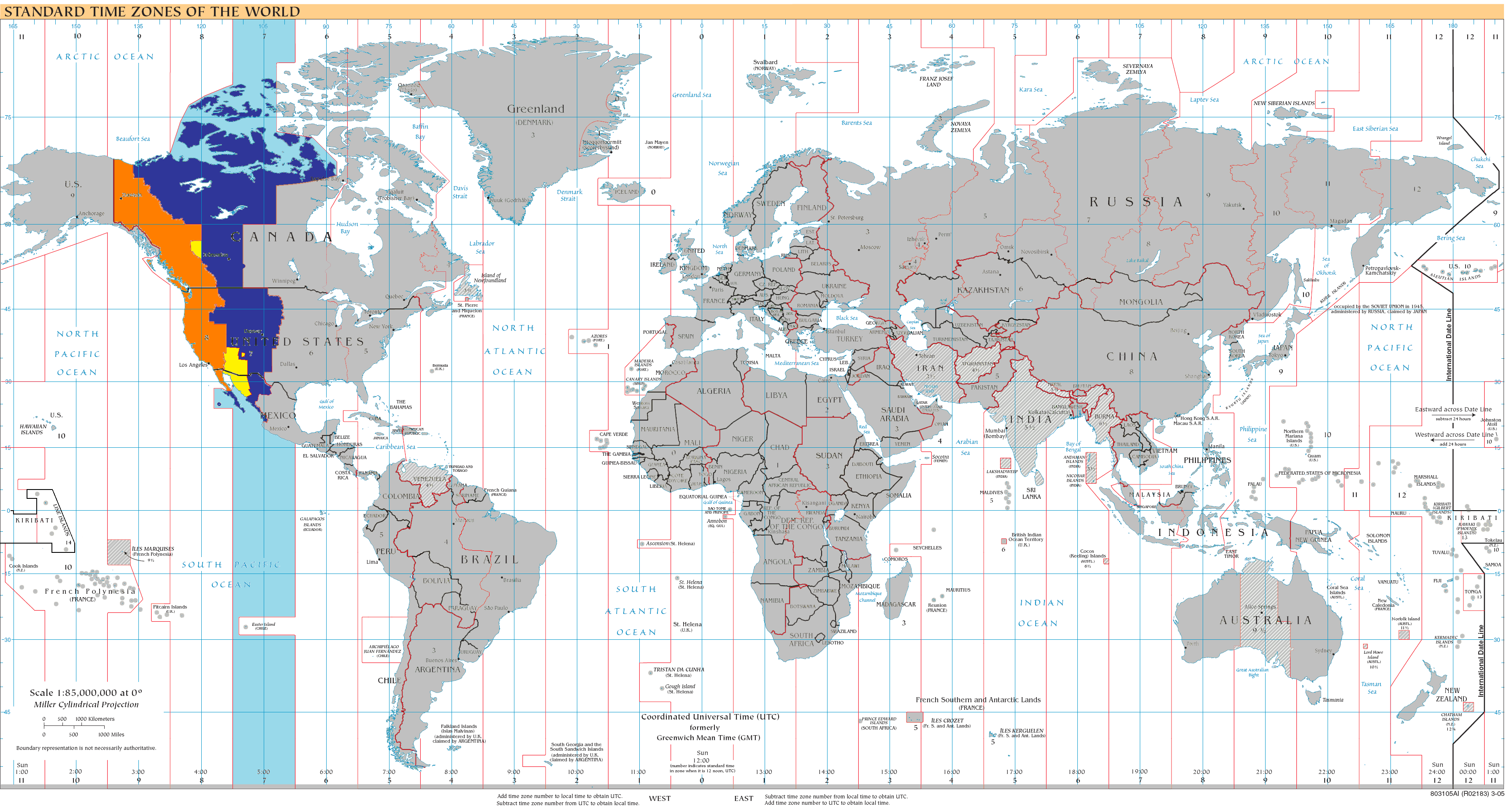
Mapa de 2008 contendo as variações de tempo de acordo com a longitude, com a UTC-7:00 em destaque.

Nos Estados Unidos é conhecido como Horário de Phoenix ou MST - Mountain Standard Time.

## Hora padrão (o ano todo)
- Canadá:
  -  Colúmbia Britânica (nordeste da província)
- México:
  -  Sonora
- Estados Unidos:
  -  Arizona (maior parte do estado)

## Horário padrão (no inverno do hemisfério norte)
- Canadá:
  -  Alberta
  -  Territórios do Noroeste
  -  Nunavut (zona montanhosa, no oeste do território)
- Estados Unidos:
  -  Colorado
  -  Dakota do Norte (parte ocidental)
  -  Dakota do Sul (parte ocidental)
  -  Idaho (parte meridional)
  -  Montana
  -  Nebraska (parte ocidental)
  -  Novo México
  -  Utah
  -  Wyoming
- México:[1]
  -  Baixa Califórnia Sul
  -  Chihuahua
  -  Sinaloa
  -  Nayarit (exceto em Baía de Bandeiras)

## Horário de verão (no hemisfério norte)
- Canadá:
  -  Colúmbia Britânica (maior parte da província)
  -  Yukon
- Estados Unidos:
  -  Califórnia
  -  Idaho (parte setentrional)
  -  Nevada
  -  Oregon
  -  Washington
- México:[2]
  -  Baixa Califórnia